# Северный Кестивен
Северный Кестивен (Норт-Кестивен, англ. North Kesteven) — неметрополитенский район (англ. non-metropolitan district) в церемониальном графстве Линкольншир в Англии. Административный центр — город Слифорд.

## География
Район расположен в восточной части графства Линкольншир, граничит с графством Ноттингемшир.

## Состав
В состав района входят 2 города:
- Норт-Хайкхем
- Слифорд